# Karl Degener
Karl Friedrich August Degener (* 15. Februar 1943 in Northeim) ist ein ehemaliger deutscher Leichtathlet, der von 1981 bis 1983 dreimal Deutscher Meister im 50-km-Gehen war.

## Sportliche Karriere
Karl Degener begann seine Leistungssportkarriere erst im Alter von über 30 Jahren beim TSC Dorste. Von 1976 bis 1979 startete der Postbeamte für den TSV Salzgitter. 1976 belegte er bei den Deutschen Meisterschaften im 20-km-Gehen den 15. Platz, die Mannschaft aus Salzgitter mit Gerhard Weidner, Karl Degener und Hans-Joachim Kloppe belegte den zweiten Platz hinter Eintracht Frankfurt. Im 50-km-Gehen erreichte Degener den 17. Platz, Weidner, Kloppe und Degener gewannen den Meistertitel. Bei den Meisterschaften 1977 platzierte sich Degener erstmals unter den besten acht Gehern der Bundesrepublik Deutschland. Über 20 Kilometer kam er auf den siebten Platz, die Mannschaft Weidner, Degener und Kloppe gewann den Titel. Über 50 Kilometer erreichte Degener den sechsten Platz, Weidner, Degener und Kloppe belegten hier den zweiten Platz in der Mannschaftswertung hinter dem LAC Quelle Fürth. 1978 belegte Degener über 20 Kilometer wieder den siebten Platz in der Einzelwertung, die Mannschaft mit Weidner, Degener und Kloppe belegte den zweiten Platz hinter Fürth. Über 50 Kilometer erreichte Degener den fünften Platz; Weidner, Degener und Kloppe gewannen den Titel. 1979 war Degener über 20 Kilometer Vierter, die Mannschaft mit Weidner, Degener und Kloppe belegte den zweiten Platz hinter Fürth. Über 50 Kilometer erreichte Degener ebenfalls den vierten Platz in der Einzelwertung und den zweiten Platz mit der Mannschaft.
Von 1980 bis 1991 trat Degener für den VfL Wolfsburg an. 1980 war Degener Deutscher Vizemeister über 20 Kilometer hinter Heinrich Schubert. Die Wolfsburger Mannschaft mit Karl Degener, Jürgen Meyer und Mario Kerber belegte den dritten Platz. Über 50 Kilometer war Degener Vierter im Einzel und zusammen mit Jürgen Meyer und Michael Ritter Zweiter in der Mannschaftswertung hinter Fürth. 1981 ging Degener über 20 Kilometer auf den zweiten Platz hinter dem für Fürth startenden Alfons Schwarz, in der Mannschaftswertung siegten die Fürther vor den Wolfsburgern mit Degener, Meyer und Ritter. Über 50 Kilometer siegte Degener 1981 in der Einzelwertung und zusammen mit Meyer und Ritter auch in der Mannschaftswertung.
1982 belegte Degener in der Einzelwertung über 20 Kilometer den dritten Platz hinter Alfons Schwarz und Franz-Josef Weber, die Wolfsburger Mannschaft mit Degener, Meyer und Uwe Jakob kam hinter den Fürthern auf den zweiten Platz. Bei den Europameisterschaften in Athen erreichte Degener über 50 Kilometer den elften Platz. Zum Saisonabschluss gewann Degener die Meistertitel über 50 Kilometer sowohl im Einzel als auch in der Mannschaft, zu der wieder Meyer und Ritter gehörten. 1983 siegte Franz-Josef Weber bei den Deutschen Meisterschaften über 20 Kilometer vor Degener, die Wolfsburger Mannschaft mit Degener, Meyer und Jakob gewann den Titel. Über 50 Kilometer gewann Degener in der Einzelwertung, in der Mannschaftswertung siegten die Fürther vor den Wolfsburgern Degener, Meyer und Götz. Bei den Weltmeisterschaften in Helsinki erreichte Degener nach 4:06:51 h als 18. das Ziel. 1984 war Degener über 20 Kilometer Vizemeister hinter Alfons Schwarz und auch in der Mannschaftswertung siegten die Fürther vor den Wolfsburgern. 1985 erreichte Degener als Dritter zum letzten Mal einen Medaillenrang in der Einzelwertung über 20 Kilometer. Über 50 Kilometer wurde er Zweiter hinter dem Fürther Horst-Joachim Matern, auf beiden Strecken belegten die Wolfsburger den zweiten Platz in der Mannschaftswertung. Seine letzte Medaille in der Einzelwertung über 50 Kilometer gewann Degener als Dritter bei den Meisterschaften 1989. Von 1992 bis 1994 startete Degener für den Berliner SV 92, zusammen mit Volkmar Scholz und Carlo Müller gewann Degener 1992 noch einmal den Mannschaftstitel über 50 Kilometer.
Von 1977 bis 1989 ging Karl Degener bei 27 internationalen Einsätzen im Nationaltrikot. Seine persönlichen Bestleistungen im Straßengehen stellte Degener im Alter von über 40 Jahren auf. Am 28. August 1983 ging er in Letter die 50 Kilometer in 3:56:52 h. Am 17. März 1984 erreichte er in Wolfsburg über 20 Kilometer nach 1:25:56 h das Ziel.